# Comuna Rîhî, Lohvîțea
Rîhî (în ucraineană Риги) este o comună în raionul Lohvîțea, regiunea Poltava, Ucraina, formată din satele Pestîcevske, Rîhî (reședința) și Venslavî.

## Demografie
Componența lingvistică a comunei Rîhî
     Ucraineană (99,16%)
     Alte limbi (0,84%)
Conform recensământului din 2001, majoritatea populației comunei Rîhî era vorbitoare de ucraineană (99,16%), existând în minoritate și vorbitori de alte limbi.